# Margot Asquith

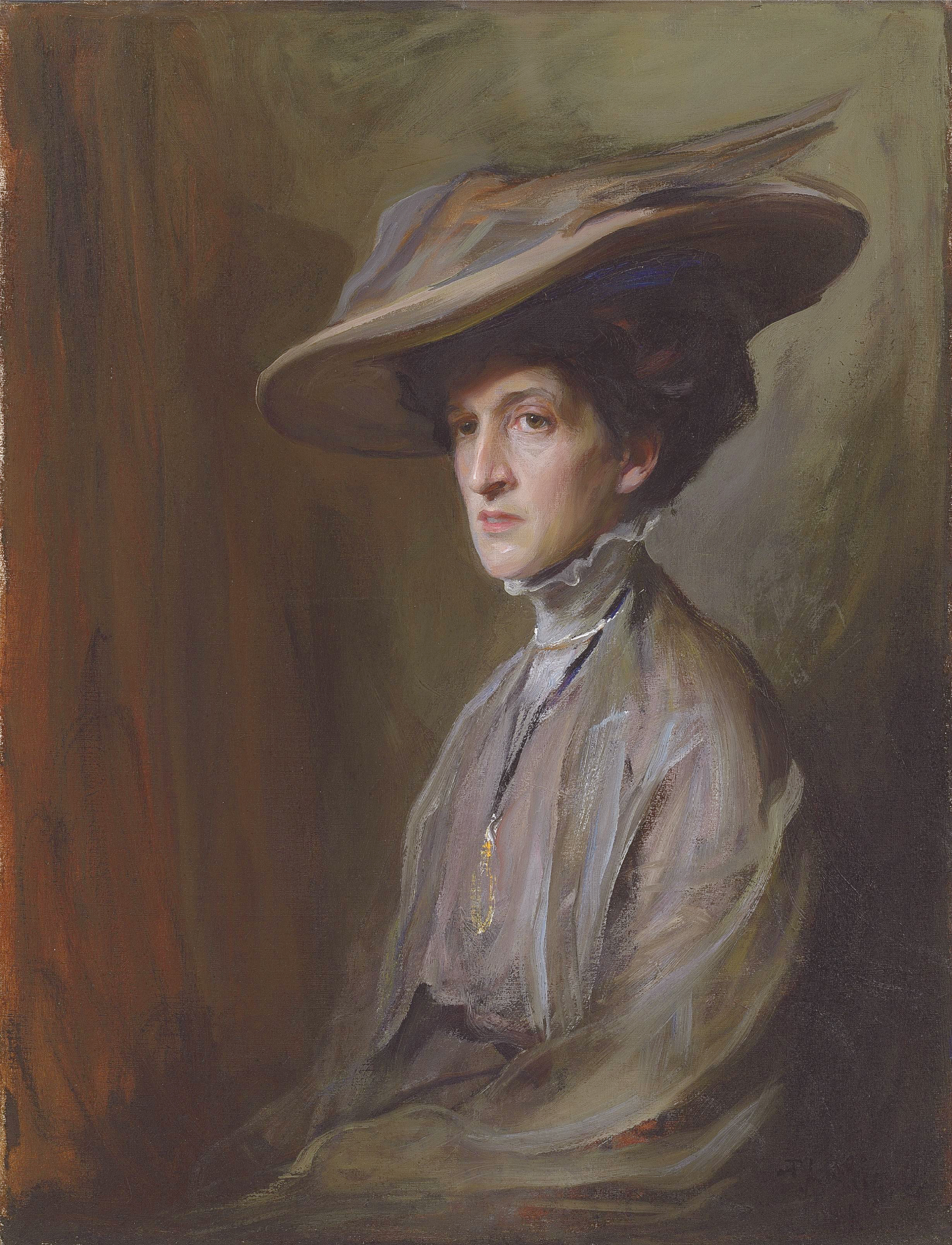
Margot Asquith, grevinna av Oxford och Asquith. Målning av Philip de László 1909.

Margot Asquith, grevinna av Oxford och Asquith, född Tennant den 2 februari 1864 i Tweeddale i Scottish Borders, död 28 juli 1945 i London, var en brittisk (skotsk) författare och societetsdam. 
Hon var dotter till industrimannen Sir Charles Tennant, 1:e baronet och från 1894 gift med sedermera premiärminister Herbert Henry Asquith. Med Asquith fick hon fem barn, varav två nådde vuxen ålder: Elizabeth (1897-1945) som gifte sig med prins Antoine Bibesco från Rumänien 1919 och blev författare, och Anthony Asquith (1902-1968), som blev filmregissör.
Asquith visade stora litterära och konstnärliga intressen, och utgav ett flertal reseskildringar. Hennes självbiografi The autobiography of Margot Asquith (1922) väckte stor sensation på grund av sina indiskreta upplysningar.

## Verk
- An Autobiography - (Parts 1, 2 and 3) 1922
- My Impressions of America 1922
- Places & Persons 1925
- Lay Sermons 1927
- Octavia 1928
- More Memories 1933
- More or Less about Myself 1934